# شياطين ليلة الجمعة (مسرحية)
مسرحية شياطين ليلة الجمعة من تأليف صقر الرشود وعبد العزيز السريع، عرضت في عام 1973م من إنتاج مسرح الخليج العربي في الكويت، مسرحية ذات مواقف انتقادية ساخرة تبرز العديد من السلبيات في المجتمع بشكل لوحات انتقادية ومن هذه المواقف الرجل المناسب، الروتين الحكومي، وما يجري في بعض الوزارات الحكومية والموظف الكويتي الذي يعمل والذي لا يعمل، وتكلمت عن المادة 206 التي تمنع بيع الخمر وحقيقة مايجرى في الفنادق، وكذلك تكلمت عن الديمقراطية وانتخابات مجلس الامة، وموقف الكويت السياسي من القضايا العربية والعالمية وعيوب الصحافة المحلية.
عرضت المسرحية لمدة شهر ابتداءاً من 5 ديسمبر 1973م على مسرح المعاهد الخاصة في الكويت، كما عرضت في بيروت ودمشق والمغرب.

## الممثلين
- خالد العبيد
- محمد المنصور
- منصور المنصور
- سليمان الياسين
- محمد السريع
- عبد الله الحبيل
- هيفاء عادل
- مسافر عبد الكريم
- احمد الضرمان

## وصلات خارجية
المسرحية كاملة على يوتيوب